# Баксиков, Расим Рашидович
Расим Рашидович Баксиков (род. 1 декабря 1988, Кентау, Чимкентская область, Казахская ССР, РСФСР, СССР) — российский военнослужащий, капитан (с 2024), командир 2-й танковой роты 218-го танкового полка 127-й мотострелковой дивизии 5-й общевойсковой армии Восточного военного округа. Герой Донецкой Народной Республики (2023), Герой Российской Федерации (2023). Депутат Государственного Совета Республики Татарстан 7 созыва.

## Биография
Родился 1 декабря 1988 года в Кентау Чимкентской области.
Будучи ребёнком, переехал с матерью из Казахстана в Россию. Поселились в Республике Татарстан. В 2005 году Баксиков окончил среднюю общеобразовательную школу. В 2006 году стал курсантом Казанского высшего танкового командного училища.
В 2022 году Баксиков принял участие в российском вторжении на Украину.

## Звания и награды
- Герой Российской Федерации (Указом Президента Российской Федерации «закрытым» от 8 августа 2023 года за мужество и героизм, проявленные при исполнении воинского долга, старшему лейтенанту Баксикову Расиму Рашидовичу присвоено звание Героя Российской Федерации с вручением знака особого отличия — медали «Золотая Звезда»)[7][8][5][9];
- Герой Донецкой Народной Республики (2023)[10];
- медаль «За отличие в военной службе» (Минобороны) III степени;
- медаль «За участие в военном параде в День Победы»;
- знак «Юнармейской доблести» I степени (2023).